# 杉田弘子 (哲学者)
杉田 弘子（すぎた ひろこ、1935年〈昭和10年〉3月 - 2024年〈令和6年〉6月16日）は、日本の比較哲学研究者。武蔵大学名誉教授。

## 来歴
愛媛県松山市生まれ。愛知県立刈谷高等学校卒、1957年東京大学法学部卒業、文化放送勤務ののち1962年東大大学院比較文学比較文化修士課程入学、1968年同博士課程満期退学。1969年7月東大教養学部助手（ドイツ語）、1971年7月退任、西ドイツ・ハンブルク大学、1974年イタリア、米国で滞在研究。1976年帰国、武蔵大学人文学部教授、2000年定年退任、特任教授、2001年名誉教授。2011年『漱石の「猫」とニーチェ』で和辻哲郎文化賞受賞。
2024年6月16日に老衰のため死去。89歳没。

## 著書
- ファミリーズ 欧米の家庭・日本の家庭 ティビーエス・ブリタニカ 1981.1 (Books'80)
- 漱石の『猫』とニーチェ 稀代の哲学者に震撼した近代日本の知性たち 白水社 2010.2

## 翻訳
- ニーチェ全集 第2期 第5-6巻 遺された断想 薗田宗人共訳 白水社 1984.5
- 笑うニーチェ タルモ・クンナス 白水社 1986.5